# Kidarita királyság
A Kidarita királyság a szkíták szövetségéhez, közelebbről a szakák csoportjába tartozó avarok közép-ázsiai birodalma volt. Nagyjából a 370. évtől az 509. esztendőig állott fenn.
A királyság alapítójáról – Kidara, kínai forrásokban Csitolo (寄多羅) – kapta nevét. Kidara és utódai magukat a kusánok örököseinek, birodalmukat a kusánok utódállamának kívánták láttatni. Pénzérméik, pecsétjeik feliratain magukat „kusánoknak” nevezték.
Királyságuk magja Horászán, közelebbről Baktria és Szogdia volt. Birodalmukhoz később hozzátoldottak még az Indiai-félsziget északnyugati részéből is egy határ földet, pl. Gandhára, Oddiyana. Fennállása során a királyság kezdetben virágzó, s még a későbbi idők vereségei nyomán is gazdag állam volt.
Az avarok indiai uralkodásának a Belső-Ázsiából kirajzó hunok, avagy tielö népek, törökök terjeszkedése vetett véget. Fennhatóságuk az Indiai-félszigeten a 477. évben szűnt meg.

## Története
Előlap (bráhmi felirat): Kushana Kidara Karan (Kidara kusán király). Hátlap: Ardoxo (Érdek). A baktriai Ardoxo neve az Avesztában Ashi Vanuhi (Jó Jutalom). Az érdek, valamint a nyereség, a kereset (hozadék) megszemélyesítőjeként tisztelték, s rendszerint bőségszaruval ábrázolták

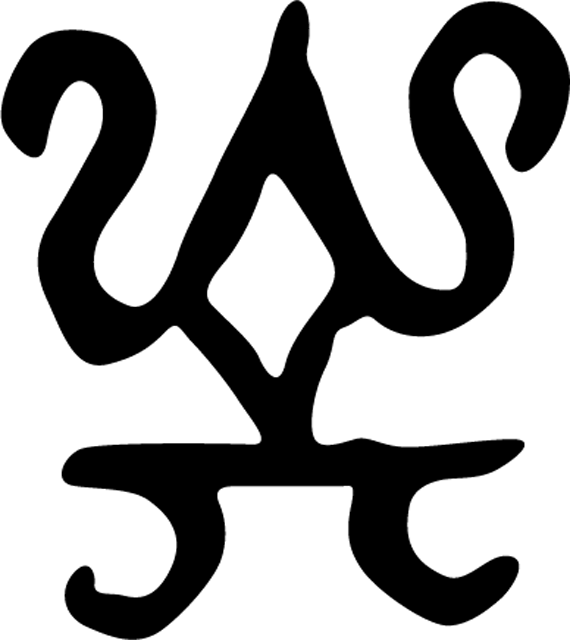
A Kidariták nemzetségjele

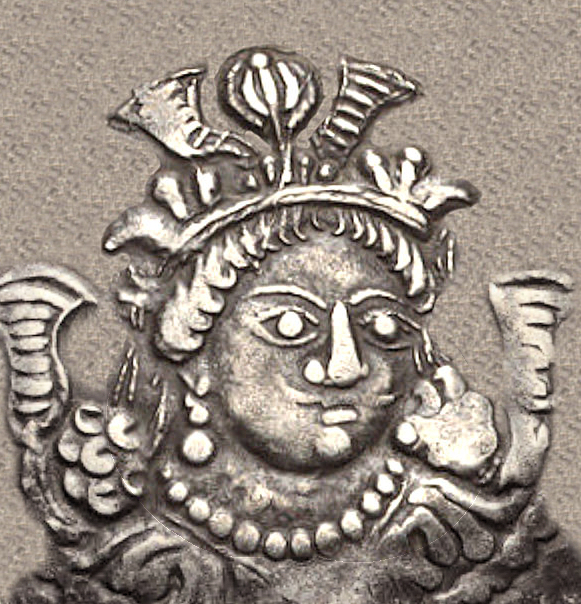
I. Kidara (kb. 350–385.) arcképe

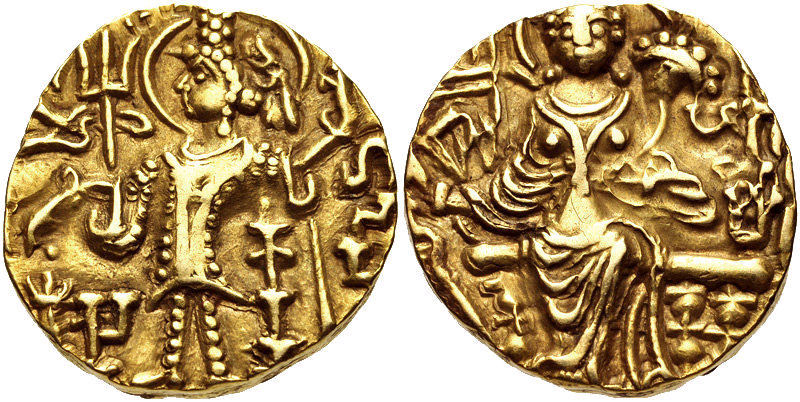
I. Kidara kusán mintájú aranypénzeElőlap (bráhmi felirat): Kushana Kidara Karan (Kidara kusán király). Hátlap: Ardoxo (Érdek). A baktriai Ardoxo neve az Avesztában Ashi Vanuhi (Jó Jutalom). Az érdek, valamint a nyereség, a kereset (hozadék) megszemélyesítőjeként tisztelték, s rendszerint bőségszaruval ábrázolták

Az avarok a Parthus Birodalom bukása (224.) után az Újperzsa Birodalom alattvalói lettek. Mondott időben a mai Balkh város környékén laktak, a kusánok korábbi birtokain, I. Bahrám, perzsa hűbéres (helytartó) király névleges uralma alatt. Ammianus Marcellinus euseni, kínai források pedig jüecse (月氏) névvel illetik őket.
A 367–368. évben legyőzték II. Sápúr, perzsa király seregét, és országot alapítottak Baktriában (370–380.). Királyuk neve szanszkrit nyelven Kidara stb., kínai forrásokban Csitolo. Birtokaikhoz tartozott az Oxosz (Amu-darja) melléke és Szogdia egy része is. Kidara 390. előtt elfoglalta Gandharát, valamint 396. előtt Kasmírt.
Kidara meg-megújuló csatát vívott a perzsákkal 412–420. táján, s ezalatt Pesavar védelmét fiára bízta, a 420. esztendőben pedig Szogdiába vonult. Ugyanakkor vörös hunok (alkhono, kermikhion), avagy eszkilek költöztek Gandhárába, Kabul környékére.
A perzsák, nevezetesen II. Jazdagird királyuk, hadjáratot indítottak az avarok ellen a 438–440. évben. Az avarok erődöket építettek és városokat alapítottak Szogdiában (442–449.) A 457. évben megjelentek a heftalitáknak is nevezett haladzsok, s a perzsa trónkövetelő I. Pérozzal szövetkeztek. A végső csatára avarok és perzsák között a 449–453. évben került sor. Jazdagird megsemmisítő vereséget szenvedett.
A 456. évben először említik a kidariták nevét nyugati forrásban.
A heftaliták a 457. évben megszállták Baktriát, s az avarok harcba keveredtek velük. A 468. évben I. Peroz, perzsa király, szövetségben a heftalitákkal, legyőzte az avarokat. Utóbbiak csatlakoztak a hunok szövetségéhez, a heftaliták kötelékéhez. Önállóságuk egy időre megszűnt, az európai hunok szövetségének felbomlása (Attila halála) után azonban nevük újra felbukkant. Az 555. évben a kelet-európai pusztán, a Keleti-Kaukázus vidékén ütöttek tanyát, majd legyőzték, hűbéres szövetségeseikké tették a kelet-európai pusztán tanyázó barszilokat, szabarokat, bolgárokat (utrigurokat, kutrigurokat) és a szláv antokat, s végül az 567. esztendőben letelepedtek a Kárpát-medencében.
A heftaliták a 477. év táján törtek be Gandhárába. Kínai források ekkor említik utoljára az indiai kidaritákat. A heftaliták az 509. évben megszállták Szogdiát, az avarok utolsó menedékét is. Avarjaink sorsát ez után egy ideig nem tudjuk nyomon követni. Nagyjából ötven év múlva bukkantak fel újra, amikor a türk megszállás miatt elhagyták ősi lakhelyüket.
A belső-ázsiai türkök az 554. évben megszállták Szogdiát, az Aral-tó vidékét, és ekkor avarjaink többsége, a hozzájuk csatlakozott kisebb szkíta és hun csoportokkal, Kelet-Európába költözött. Az 555. évben már a Keleti-Kaukázus vidékén táboroztak, és hamarosan (558.) követséget küldtek a bizánci udvarba. A küldöttség szövetségről, lakóhelyről tárgyalt a császárral.
Avarjaink a tudósítás szerint – Bizánc szövetségeseként – legyőzték a kelet-európai pusztán tanyázó barszilokat, szabarokat, utrigurokat és kutrigurokat, és a keleti-szlávok közé sorolt antokat is adófizetőjükké tették. Az 563–566. év között befolyásukat a Kárpátoktól északra elterülő síkságra is kiterjesztették.
A langobardok, az avarok szövetségeseként, az 567. évben erőt vettek a gepidákon a Tiszánál. Syrmiumot (Szávaszentdemeter) a gepidák feladták Bizáncnak, így a város az avar támadás után is a rómaiak birtokában maradt. Az avarok ez évben letelepedtek az Erdélyi-medence és a Tiszántúl folyóinak lapályán. A következő év tavaszán pedig a langobardok által kiürített Dunántúlt is birtokba vették.
Theophülaktosz Szimokattész szerint az 584–585. évben a közép-ázsiai türk uralom elől menekülő szkíta avar törzsek – tarniakh (Ταρνιάχ), kotzagéroi (Κοτζαγηροί), zabender (Ζαβενδέρ) – csatlakoztak a Kárpát-medencében letelepedett avarokhoz.
A Közép-Ázsiában visszamaradt avar néprészről, a türkök hűbéreseiről, az utolsó híradás a 732. évből való. Kültegin – a Második Türk Kaganátus ura – emlékoszlopának feliratán rögzítették nevüket.